# هي بن
هي بن (بالصينية: 何滨) (26 يونيو 1983 في الصين - ) هو لاعب كرة قدم صيني في مركز الوسط. لعب مع شانغهاي غرينلاند شينهوا ونادي هينان جيانيي وChengdu Tiancheng F.C. ‏.

## وصلات خارجية
- هي بن على موقع قاعدة بيانات كرة القدم.إي يو (الإنجليزية)